# Oxyethira aculea
Oxyethira aculea is een schietmot uit de familie Hydroptilidae. De soort komt voor in het Nearctisch gebied.